# Стронг, Ширли
Ширли Элейн Стронг (англ. Shirley Elaine Strong; род. 18 ноября 1958, Нортуич, Чешир) — британская легкоатлетка, специализировавшаяся на беге с барьерами, олимпийская медалистка.

## Биография
Стронг родилась в Каддингтоне (графство Чешир) и проживала в деревне на протяжении всей своей карьеры. У неё две дочери от мужа Роланда Холлоуэя, на 2002 год она проживала в Холмс-Чепел, Чешир. Она училась в средней школе для девочек в Нортуиче.
Первых спортивных успехов на национальном уровне Стронг добилась в 1977 году, когда выиграла серебряные медали в беге на 100 метров с барьерами как на чемпионате английской Любительской спортивной ассоциации (AAA), так и на чемпионате Федерации лёгкой атлетики Великобритании. В 1978 году она снова заняла вторые места на обоих чемпионатах. В период с 1979 по 1984 год она выиграла шесть золотых медалей подряд на чемпионатах ААА и побеждала на чемпионатах федерации в 1979, 1980 и 1983 годах.
Первым крупным турниром для Стронг стали Игры Содружества 1978 года в канадском Эдмонтоне, где она завоевала серебряную медаль. Она улучшила свой результат на Играх Содружества 1982 года в австралийском Брисбене, выиграв золотую медаль.
Стронг заняла пятое место на чемпионате мира 1983 года, показав время 12,78 секунды (с попутным ветром). Долгое время пятое место оставалось лучшим результатом Великобритании в данной дисциплине, пока Тиффани Портер не заняла четвёртое место в 2011 году.
Поскольку восточноевропейские страны бойкотировали летние Олимпийские игры 1984 года в Лос-Анджелесе, Стронг считалась фаворитом в беге на 100 метров с барьерами. Однако в финале она показала время 12,88 секунд, уступив 0,04 секунды американке Бените Фицджеральд-Браун, и стала серебряным призёром Игр.
В последующие годы после Лос-Анджелеса Стронга часто беспокоили проблемы с ахилловым сухожилием, и она не смогла пройти отбор на Игры Содружества 1986 года. Позже в том же году она была заявлена для участия в чемпионате Европы, но вышла из команды. После сезона 1987 года она ушла из лёгкой атлетики.